# Leberfleck
Leberfleck ist die umgangssprachliche Bezeichnung für gutartige Wucherungen von pigmentbildenden Zellen der Haut und entspricht in etwa dem Fachausdruck Pigmentnävus. Die Bezeichnung Muttermal wird auch als Synonym für den übergeordneten Fachausdruck Nävus verwendet.

## Definition

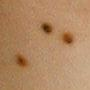
Leberflecken (Pigmentnävi)

In der Dermatologie gibt es keine einheitliche Definition der umgangssprachlichen Begriffe Leberfleck, Pfefferfleck oder Muttermal; in der Schweiz, Österreich und Bayern ist Muttermal gebräuchlicher.
Oft ist mit Leberfleck oder Pfefferfleck eine bestimmte Form des Pigmentnävus gemeint, die häufigsten Arten sind Nävuszellnävus, Lentigo simplex und Lentigo solaris.
Das Muttermal ist der Oberbegriff für alle Arten von gutartigen Wucherungen der Haut ohne Einschränkung der betroffenen Zellart.
Ein Nävus kann aus roten Blutgefäßzellen, gelben Talgdrüsenzellen oder anderen Zellen aufgebaut sein und muss nicht immer braun gefärbt sein.

## Bedeutung

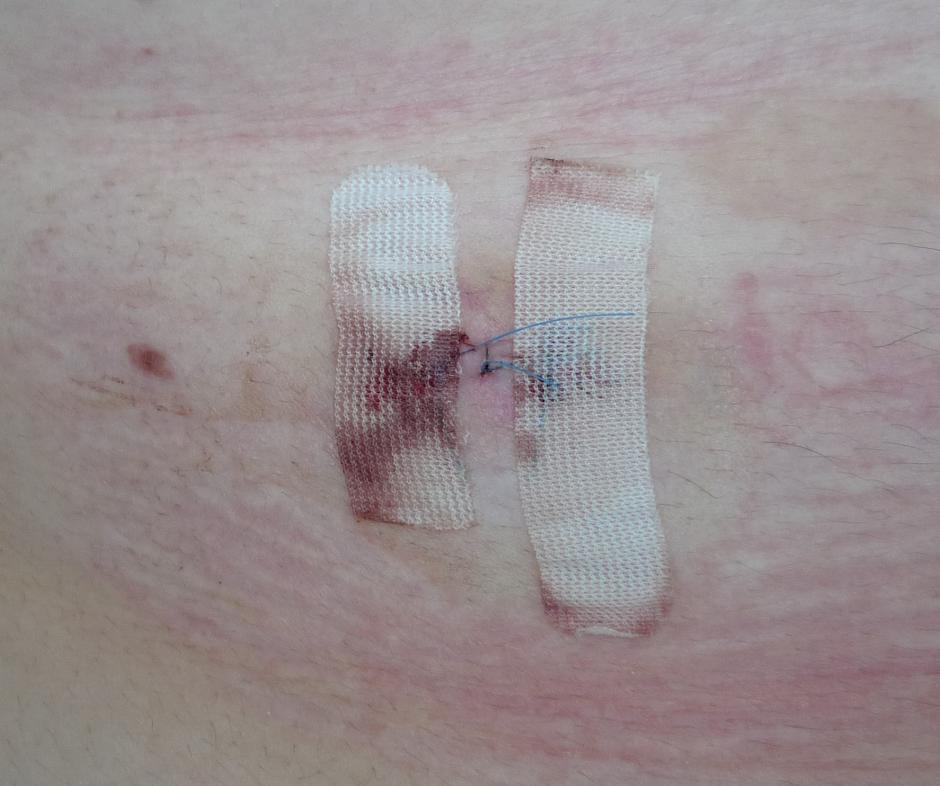
Nach der operativen Entfernung eines Leberflecks (Durchmesser ca. 6 mm)

Da bestimmte Arten von Leberflecken durchaus das Risiko der Entstehung einer bösartigen Krebsart (das so genannte maligne Melanom) in sich bergen, ist es wichtig, den genauen Typus jeder pigmentierten Hautwucherung zu bestimmen (was dem Hautarzt vorbehalten ist). Beim Hautarzt wird oft ein so genannter Scan durchgeführt, bei dem Form und Farbe sowie andere Merkmale aller Muttermale mittels einer Kamera dokumentiert und meist durch ein Computer-Diagnose-System analysiert werden. Bei Jugendlichen muss solch ein Scan in der Regel alle drei Jahre und bei Erwachsenen nur alle fünf Jahre wiederholt werden, wenn keine besonderen Risikofaktoren vorliegen (wie z. B. dysplastische Nävi oder konnatale Nävi).
Für nähere Details und eine Übersicht siehe Pigmentnävus.
Im Laufe des Lebens steigt die Anzahl der Muttermale am menschlichen Körper.

## A-B-C-D-E-Regel
Ein Leberfleck kann gut- oder bösartig sein. Um einzuschätzen, ob er bösartig ist, hilft die A-B-C-D-E-Regel. Diese kann allerdings nur als grobe Ersteinschätzung dienen und ist weder hinreichend noch ausschließend für eine evtl. maligne Entartung.
| A | = | Asymmetrie (seine Form ist asymmetrisch/ungleichmäßig, das heißt, er ist nicht rund oder oval) |
| B | = | Begrenzung (sein Rand ist unregelmäßig begrenzt, das heißt, er ist fransig, unscharf oder zackig) |
| C | = | Colorierung (seine Färbung hat sich verändert; er kann auch unterschiedliche oder ungewöhnliche Farben haben wie weiß, blau oder rot)                                                                                 |
| D | = | Durchmesser (er wird größer, insbesondere größer als 6 mm; Melanome, die nicht aus einem Leberfleck hervorgehen, sind jedoch häufig kleiner)                                                                          |
| E | = | Entwicklung (er entwickelt und verändert sich; beispielsweise kann er bluten, nässen, jucken, Schorf bilden oder verkrusten; seine Größe, Form, Farbe oder Oberflächenbeschaffenheit verändert sich oder ist erhaben) |

Treffen zwei oder mehr dieser Kriterien zu, ist es ratsam, einen Hautarzt aufzusuchen und ein Hautkrebs-Screening durchführen zu lassen.

## Etymologie
Der Name Leberfleck ist eine Lehnübersetzung des medizinischen Ausdrucks macula hepatica, der sich auf den bräunlichen, oft leberähnlichen Farbton bezieht.
Das englische Wort liver spot bezieht sich im Gegensatz zum deutschen Leberfleck ausschließlich auf Altersflecken. Die Entsprechung des deutschen Leberflecks im Englischen lautet mole.
Das Wort Muttermal kommt aus dem 16. Jahrhundert, als man glaubte, dass diese Hautveränderungen durch unbefriedigte Gelüste der Mutter während der Schwangerschaft entstehen würden.